# Walckenaeria fallax
Walckenaeria fallax là một loài nhện trong họ Linyphiidae. Loài này phân bố ở Canada.